# Cathédrale de Santa Maria della Marina
Pour les articles homonymes, voir Santa Maria della Marina.
La cathédrale de Santa Maria della Marina est une église catholique romaine de San Benedetto del Tronto, en Italie. Il s'agit de la cathédrale du diocèse de San Benedetto del Tronto-Ripatransone-Montalto.

L'église se trouvait sur la Place Cesare Battisti, autrefois appelée Piazza del Mercato, sur la route qui reliait la vieille ville à la mer, lorsqu'au début du XIXe siècle l'église, aujourd'hui en ruine, fut déconsacrée et utilisée comme entrepôt. L'église, rouverte au culte par le gouvernement papal après 1816, a été gravement endommagée par la crue de l'Albula le 6 juillet 1898, puis démolie en mai 1899 pour agrandir la place de l'Hôtel de Ville. C'était une incitation pour la population à descendre dans la marine.

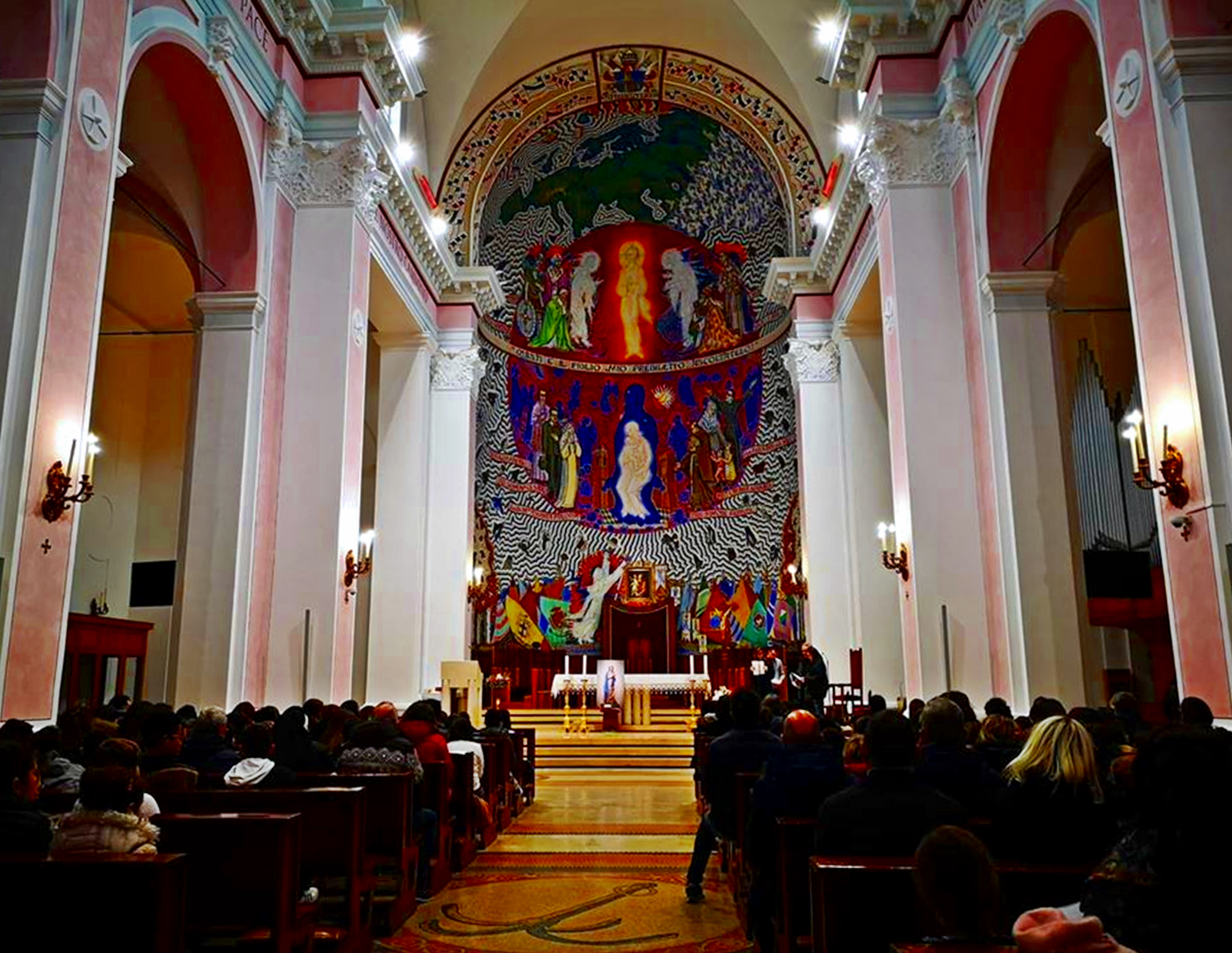
L'intérieur de la cathédrale de Santa Maria della Marina.

En fait, en quelques années, des entrepôts et des taudis rudimentaires ont commencé à apparaître dans lesquels les pêcheurs déposaient leur matériel de pêche. La première pierre de la reconstruction de la nouvelle église, qui sera érigée sur la Place Nardone (anciennement Piazza Roma et anciennement Piazza del Teatro parce que le théâtre Concordia, situé de l'autre côté de l'église, la surplombe), a été posée le 16 mai 1847 par l'évêque Carlo Gentile. Le premier projet du bolognais Gaétan Errico a été jugé trop ambitieux et a donc suivi celui de l'ascolien Ignazio Cantalamessa. Après une pause de dix ans, l'abbé Giacinto Nicolai devient évêque du diocèse et les travaux reprennent. Les véritables animateurs de la construction ont été Don Francesco Sciocchetti et Gioacchino Pizzi dei Chierici Regolari qui, en 1821, ont acheté la zone pour la construire. Don Sciocchetti a commencé les travaux qui ont été confiés à l'architecte Giuseppe Rossi et approuvés par l'architecte Giuseppe Sacconi. Luigi Boschi, évêque diocésain, a consacré l'église le 4 avril 1908. Les successeurs de Don Sciocchetti ont construit le baptistère, les marches extérieures et la moitié de la façade. Immédiatement après la Seconde Guerre mondiale, on a pensé qu'elle compléterait ce qui, par son immensité, l'élégance de ses lignes architecturales et son emplacement, serait destiné à devenir une "digne cathédrale". Le clocher et l'abside ont donc été construits et la façade a été achevée. Il a été consacré, avec un rite solennel, avec l'élévation en co-cathédrale par Vincenzo Radicioni le 7 février 1973. Dix ans plus tard, par décret pontifical du 30 septembre 1986, l'église est devenue la nouvelle cathédrale du "Diocèse de San Benedetto del Tronto-Ripatransone-Montalto". En 2001, elle a reçu le titre de "Basilique mineure". L'orgue monumental de la Basilique de Lorette contient les tuyaux de l'orgue Callido, reconstruit par Vegezzi Bossi en 1900 et plus tard en 1950 par Balbiani de Milan. En 1991, après la suppression du Sanctuaire, il a été acheté par Alessandro Girotto de Postioma (dans la province de Trévise), qui, après l'avoir restauré et remonté pour l'occasion, y a ajouté de nouveaux registres. Plus tard, en accord avec le curé pro tempore Don Paolo Civardi, l'orgue a été placé dans la cathédrale. Les concerts inauguraux ont été tenus par Giancarlo Parodi, Donato Cuzzato et Antonio Palcich.